# Cazalla de la Sierra
Cazalla de la Sierra é um município da Espanha na província de Sevilha, comunidade autónoma da Andaluzia, de área 352 km² com população de 5095 habitantes (2007) e densidade populacional de 14,56 hab/km².

## Demografia
| Variação demográfica do município entre 1991 e 2004 | Variação demográfica do município entre 1991 e 2004 | Variação demográfica do município entre 1991 e 2004 | Variação demográfica do município entre 1991 e 2004 |
| --------------------------------------------------- | --------------------------------------------------- | --------------------------------------------------- | --------------------------------------------------- |
| 1991                                                | 1996                                                | 2001                                                | 2004                                                |
| 5147                                                | 5229                                                | 5145                                                | 5204                                                |